# 三平孝広
三平 孝広（みひら たかひろ、1949年6月25日 - ）は、千葉県出身の元プロ野球選手（投手）。左投左打。

## 来歴・人物
木更津中央高校ではエースとして同期の佐藤清三郎（大昭和製紙）とバッテリーを組む。1967年夏の甲子園県予選準決勝に進むが、中村勝広のいた成東高に惜敗し東関東大会には進めなかった。
1967年ドラフト14位で巨人に入団（佐藤も同15位で指名されるが入団拒否）。しかし1968年シーズン終了後に解雇。練習中に打球を左腕に受けた影響が尾を引きファームでも登板がなかった。

## 詳細情報

### 年度別投手成績
- 一軍公式戦出場なし

### 背番号
- 60 （1968年）